# لاله ریزه
لاله ریزه (نام علمی: Tulipa humilis) نام مترادف (نام علمی: Tulipa violacea) نام یکی از گونه‌های سردهٔ لاله است. این گیاه در حدود ۱۵ سانتیمتر ارتفاع دارد. وطن این لالهٔ کوچک مناطق مرتفع کوه‌های زاگرس و البرز بوده و معمولاً گل‌های آن در نزدیکی برف‌های در حال ذوب دیده می‌شود. برای گیاه‌شناسان این گونه یک گیاه گیج‌کننده است زیرا رنگ‌های متنوع آن گاهی به رنگ سفید آمیخته با کمی قرمز از خارج با قاعده گل‌پوش‌های زرد و پرچم‌های زرد یا سیاه دیده شده و گاهی نیز رنگ گل آن قرمز ارغوانی تیره با یک لکهٔ سیاه در قاعده بوده که ممکن است حاشیهٔ این لکه زرد باشد. با اینحال چون همیشه دارای یک گل بوده و تقریباً همیشه سه برگ دارد قابل تشخیص است در ماه‌های فروردین تا خرداد می‌روید. اینگونه لاله بیشتر با لاله پولچلا (نام علمی:  Tulipa pulchella) اشتباه گرفته می‌شود. 

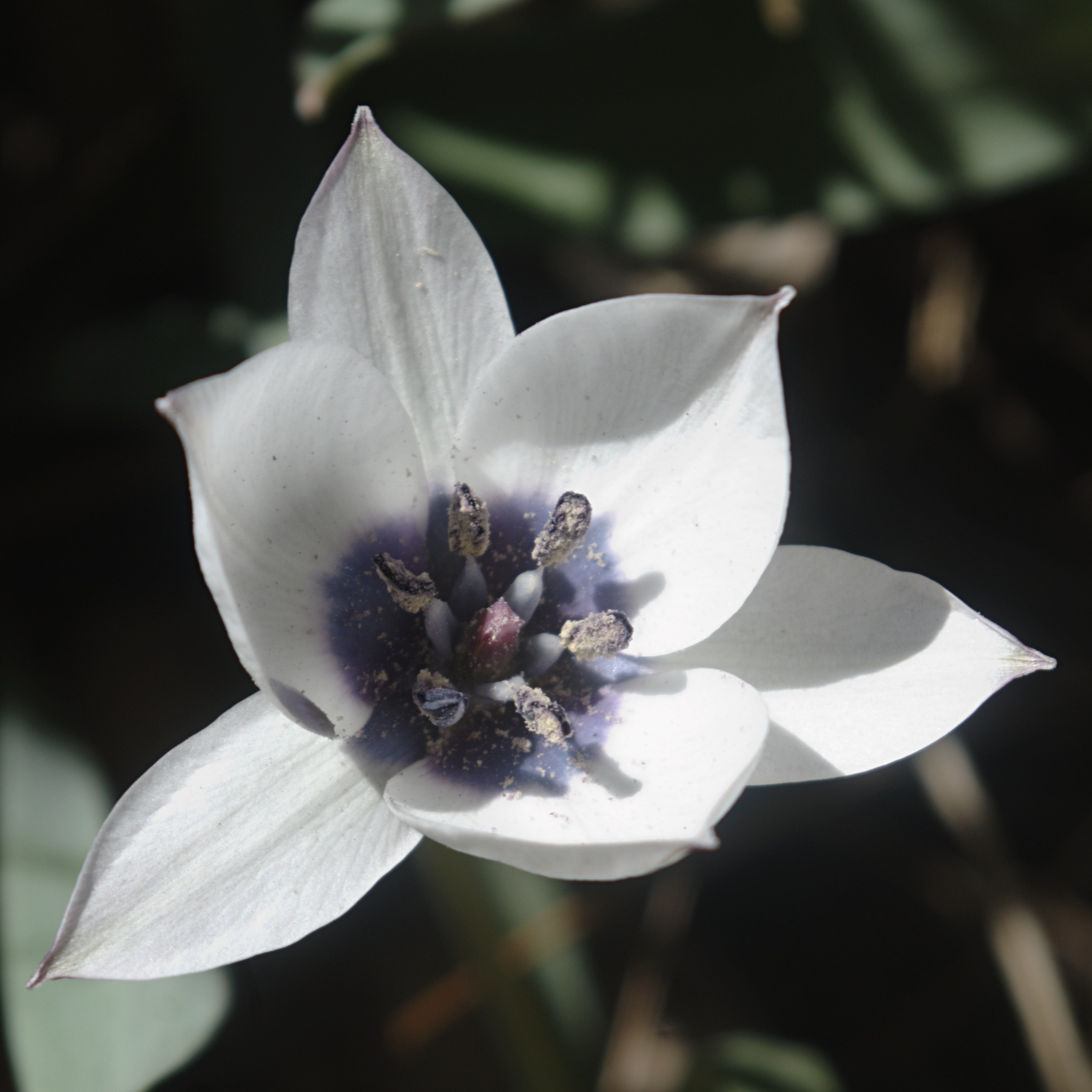
رنگ سفید
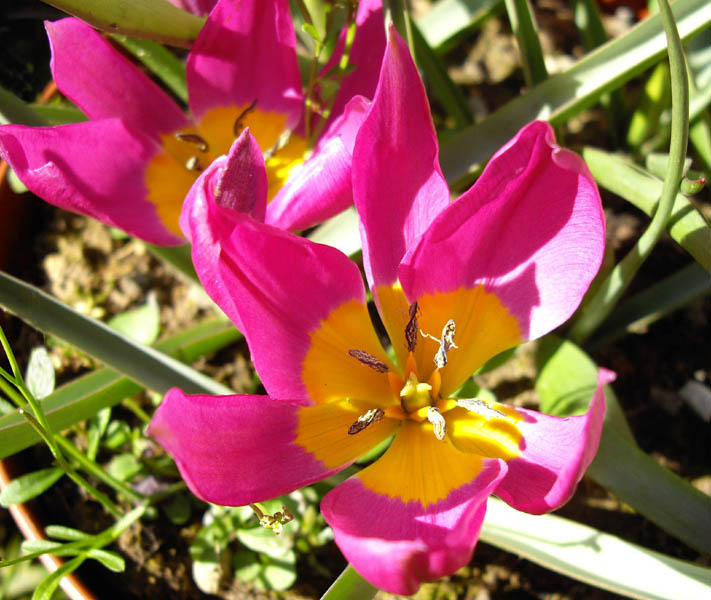
رنگ صورتی
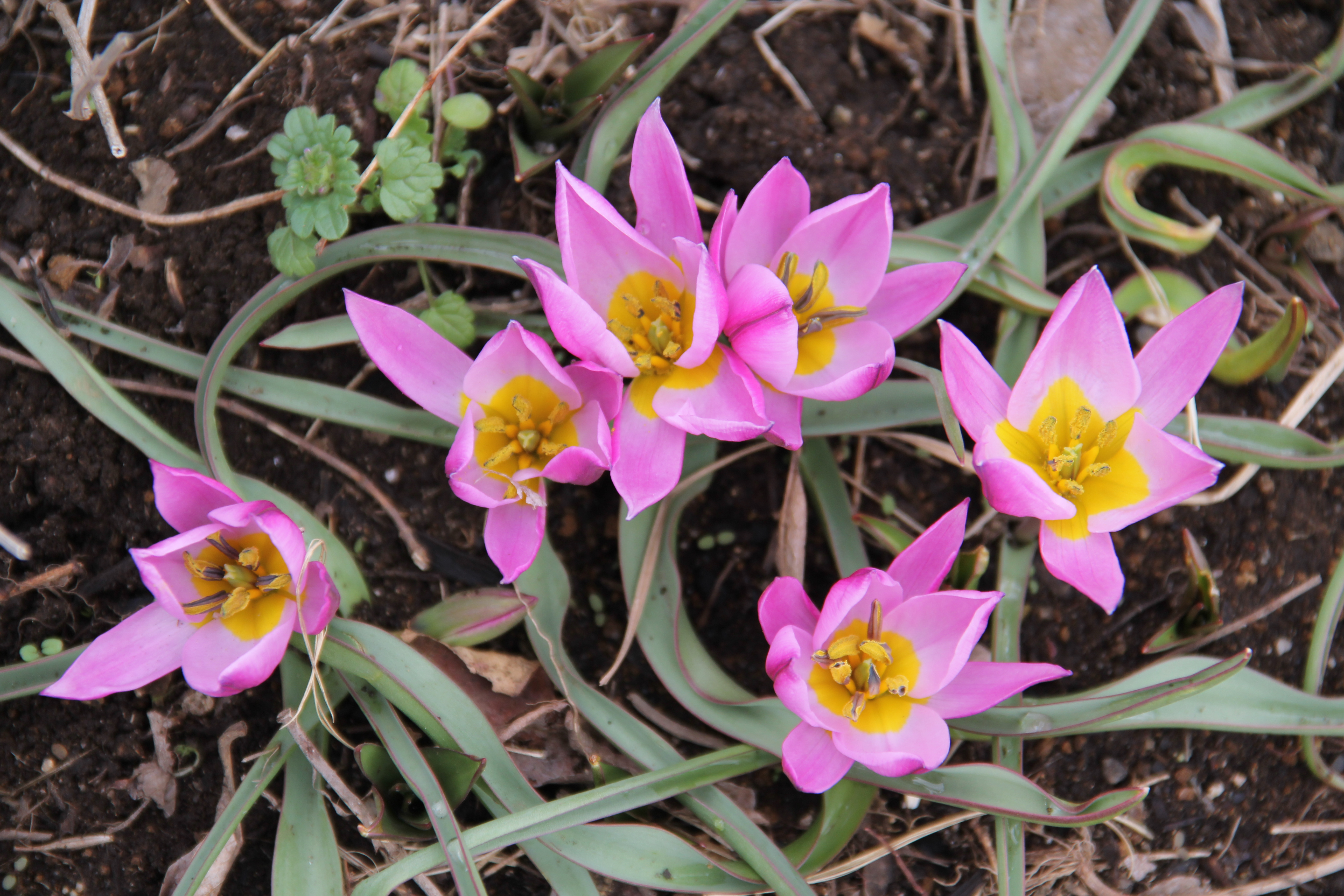
رنگ صورتی